# تترا باك
تترا باك (بالسويدية: Tetra Pak) هي شركة تغليف وصناعة معلبات سويدية ومقرها سويسرا وتصدر منتجاتها لأغلب دول العالم وتتواجد تتراباك في أكثر من 190 دولة حول العالم. وفي تقريرها السنوي لعام 2016/2017 ، أعلنت شركة تترا باك عن أن إجمالى المبيعات التي تم طرحها في الأسواق في 2016 تقدر بحوالي € 11.4 مليون يورو .

## تاريخ تأسيس الشركة
تم إنشاء تترا باك في عام 1951م كشركة تابعة لآكرلوند وروزينغ، وهي شركة الكرتون الغذائية التي أنشئت في مالمو في عام 1929م بواسطة روبن راوسينج . ، الذي كان قد درس في نيويورك في بداية من 1919م بعد أن حصل على منحة لمواصلة دراسته في جامعة كولومبيا في نيويورك وحصل على درجة الماجستير في الاقتصاد في عام 1920م .
وفي نهاية من 1920 م اشترى روزينغ مصنع التعبئة والتغليف متهدم في مالمو جنبا إلى جنب مع الصناعة إريك آكرلوند
كانت أكيرلوند & راوسينج أول شركة تغليف في الدول الاسكندنافية ، وأصبحت في نهاية المطاف الشركة الرائدة في تصنيع عبوات الكرتون الغذائي الجاف، في البداية واجهت الشركة صعوبات في جني الأرباح، وفي عام 1933 ، باع أكيرلوند حصته إلى راوسينج، الذي أصبح المالك الوحيد.
وكان راوسينج مصمماً على إيجاد طريقة لتطبيق تكنولوجيا التغليف الحديثة للأغذية، مما أدى إلى إنفاق الكثير من الموارد على تطوير هذه الطريقة وذلك بهدف إنتاج حاوية كرتونية للأطعمة السائلة، وكان لديه العزم على صنع علبه كرتونية لهذه المشروبات وجعلها سهلة العرض، فقد كان راوسينج قد حصل مع شريكه أكيرلوند على براءة اختراع في 27 مارس 1944 م . بشأن كرتون رباعي الأسطح المطلي بالبلاستيك .
في 18 مايو 1951 م تم تقديم نظام التعبئة الجديد للصحافة وجذب انتباه كبير من الشركات المتخصصة في الصناعات الغذائية بالسويد،
وأخيرًا، في سبتمبر 1952م ، تم بيع أول ماكينة لإنتاج كريات رباعي الوجوه إلى شركة (Lundabygdens Mejeri) ، وهي شركة ألبان محلية. لم يكن نظام التعبئة الجديد ناجحًا فور تجربته، وكانت الشركة تواجه صعوبات طوال الخمسينات من القرن العشرين، واستمرت شركة راوسينج في إنفاق مبالغ كبيرة على تطوير الماكينة، وبدأت في البداية بالتسوق في المقام الأول إلى السوق السويدية، ثم توسعت تدريجياً في ألمانيا (1954) حيث تم تصدير أول ماكينة تترابك إلى مصنع (Alster Milchwerk) في هامبورغ . وفرنسا (1954) وإيطاليا (1956) كأول أسواق تصدير لها.
في عام 1956م نقل مقر الشركة إلى مصنع جديد في لوند، السويد، وهو الموقع الذي تحتله حتى يومنا هذا .
في عام 1960م بدأ أول مصنع لإنتاج مواد التغليف خارج السويد وذلك في المكسيك. وكانت الطاقة الإنتاجية تتجاوز 1 مليار كرتونة سنوياً.
في سبتمبر 1961م تم تصدير أول ما كينة لتعبئة الحليب المبستر والخالى من الكائنات الحية الدقيقة إلى الاتحاد السوفيتى .
وبحلول عام 1968م، استطاع التربع على عرش السوق العالمي في أنظمة التعبئة للحليب وعصائر الفاكهة والمشروبات، والعديد من المنتجات الأخرى عن طريق بيع الآلات إلى السوق العالمية وأصبح ملكاً لشركة Tetra Packing التجارية . 
في 10 أغسطس 1983 ، توفى الدكتور روبن راوسينج مؤسس الشركة بعد أن أصبحت من أكبر شركات التعبئة والتغليف في العالم فإنها تقدم أفضل حلول التجهيز والتعبئة الممكنة للمواد الغذائية، وتعمل في أكثر من 170 سوق بأكثر من 20.000 موظف لمدة 50 عامًا، كما أنها شاركت في برامج الحليب المدرسي والتغذية المدرسية حول العالم. ويعمل مكتب الغذاء للتنمية (FfDO) بالتعاون الوثيق مع الحكومات ووكالات التنمية والمنظمات غير الحكومية والألبان المحلية والمزارعين.

### التشكيل
أنتج آكرلوند وراوزينغ جميع أنواع العبوات الورقيَّة لمحلات البقالة الجافة الأساسيَّة، لكن راوزينغ كان مصممًا على إيجاد طريقة لتعبئة السوائل مثل الحليب والقشدة مسبقًا، وأنفقت مبالغ كبيرة على تطوير عبوة قابلة للتطبيق. كان الهدف هو توفير سلامة الغذاء الأمثل، والنظافة، وكفاءة التوزيع باستخدام الحد الأدنى من المواد، وفقًا للاعتقاد بأن العبوة يجب أن «توفر أكثر مما تكلفته».  يجب أن تكون الحزمة الجديدة رخيصة بما يكفي لتكون قادرة على منافسة الحليب السائب، مما يعني أنه يجب الحصول على الحد الأدنى من نفايات المواد والحد الأقصى من كفاءة الإنتاج. في عام 1943، بدأ مختبر آكرلوند وراوزينغ في العمل على تطوير كرتون الحليب، وفي عام 1944، توصل إلى فكرة إنشاء حزمة على شكل رباعي السطوح من أنبوب من الورق. كانت الفكرة بسيطة ولكنها فعالة، مع الاستخدام الأمثل للمواد المعنية. بعد بعض التردد الأولي، فهم راوزنج إمكانات الحزمة وقدم للحصول على براءة اختراع في 27 مارس 1944.  تم إنفاق ما تبقى من الأربعينيَّات في تطوير مواد تعبئة قابلة للتطبيق وحل المشكلات الفنية للتعبئة والختم والتوزيع. يقال إن إليزابيث، زوجة راوزينج، هي من خطرت لها فكرة إغلاق العبوات باستمرار في الحليب أثناء ملء الأنبوب بطريقة حشو النقانق، لمنع الأكسجين من دخول العبوة. في عام 1946، قدم المهندس هاري ياروند آلة تغليف نموذجية، وبالتعاون مع مصانع الورق السويديَّة وشركات الكيماويات الأجنبيَّة، تم أخيرًا إنتاج ورق قابل للتطبيق للتغليف عن طريق طلاء ورق الكرتون بالبولي إيثيلين، مما يجعل الورق مقاومًا للماء ويسمح بالحرارة - الختم أثناء الملء.

### تاريخ التشغيل
تم إنشاء أيه بي تتراباك في لوند، السويد، في عام 1951. وفي مايو من ذلك العام، تم تقديم نظام التغليف الجديد إلى المطبعة، وفي عام 1952، تم تسليم أول آلة تعبئة تنتج 100 مل من الكريمات رباعية السطوح إلى جمعية ألبان لونداورتنز، وهي شركة محلية الألبان. في السنوات اللاحقة، أصبحت العبوات الرباعية السطوح أكثر شيوعًا في متاجر البقالة السويديَّة، وفي عام 1954، تم بيع أول آلة تنتج عبوات حليب سعة 500 مل إلى إحدى مصانع الألبان في ستوكهولم. في نفس العام تم تصدير الآلة الأولى إلى هامبورغ بألمانيا، وسرعان ما تبعتها فرنسا (1954) وإيطاليا (1956) وسويسرا (1957) ولاحقًا الاتحاد السوفيتي (1959) واليابان (1962).
سعى راوسينج إلى تحسين نظام تترا كلاسيك، الذي عانى من العديد من المُشكلات الفنيَّة خلال الخمسينيَّات من القرن الماضي، وأنفقت مبالغ هائلة على التطوير. تطلبت المشاريع المختلفة - رباعي الوجوه، وتكنولوجيا التغليف المُعقمة، وتيترا بريك - موارد كبيرة وكانت الشركة تعاني من مشاكل ماليَّة في الستينيَّات. لم يصل الاختراق التجاريّ لشركة تتراباك حتى منتصف الستينيات من القرن الماضي مع حزمة تيترا بريك الجديدة، التي تم تقديمها في عام 1963، وتطوير تقنية التعقيم. لتحرير رأس المال، تم بيع آكرلوند وراوزينغ في عام 1965 بينما تم الاحتفاظ بشركة أيه بي تتراباك.
بدأ التوسع الدولي في الستينيات، عندما تم إنشاء أول مصنع إنتاج خارج السويد في المكسيك في عام 1960، وسرعان ما تبعه مصنع آخر في الولايات المتَّحدة في عام 1962.  في عام 1962، تم تركيب أول آلة معقمة من طراز تترا كلاسيك خارج أوروبا في لبنان. شهدت أواخر الستينيَّات والسبعينيَّات من القرن الماضي توسعًا عالميًا للشركة، ويرجع ذلك أساسًا إلى حزمة تيترا بريك المُعقمة الجديدة، التي تم إطلاقها في عام 1969، والتي فتحت أسواقًا جديدة في العالم النامي وأدت إلى انفجار في المُبيعات.

### عمليات الدمج والاستحواذ
في عام 1981، نقلت حزمة تترا مقرها الرئيسيّ إلى لوزان، سويسرا، لأسباب ضريبيَّة، لكنها احتفظت بجميع الأبحاث في لوند. بما يعادل 2.5 مليار دولار أمريكي، استحوذت تيترا باك على ألفا لافال AB في عام 1991، وهي شركة سويدية تنتج المعدات الصناعية والزراعية وفواصل الحليب، وهي الشركة الرائدة عالميًا في صناعتها، في ما كان في ذلك الوقت أكبر استحواذ في السويد. نظرًا لأن الصفقة سمحت لشركة تيترا باك بدمج خبرة معالجة ألفا لافال، فقد أتاح الاندماج لشركة تيترا باك تقديم حلول التغليف والمعالجة. اجتذبت الصفقة تدقيقًا مضادًا للمنافسة من المفوضية الأوروبيَّة، ولكن تمت الموافقة عليها بعد التنازلات المختلفة من كلا الشركتين. بعد الاندماج مع ألفا لافال، أعلنت تيترا باك عن خطط لإعادة مقرها الرئيسي إلى السويد، وفي عام 1993 تم إنشاء مجموعة تيترا لافال قروب بمقر مزدوج في لوند ولوزان. تم استيعاب وحدة معالجة السوائل في ألفا لافال في تيترا باك وتم تنظيم الوحدة المتخصّصة في آلات إنتاج الألبان بشكل منفصل باسم ألفا لافال الزراعيَّة. تم تغيير اسم ألفا لافال الزراعيَّة لاحقًا إلى ديلافال، على اسم مؤسس الفا لافال جوستاف دي لافال، ولا يزال جزءًا من مجموعة تيترا لافال.  تم بيع الجزء من ألفا لافال الذي لم يكن مرتبطًا بشكل مباشر بأنشطة تيترا باك - المبادلات الحرارية ومعدات الفصل وغيرها - في عام 2000 لمجموعة التمويل السويدية إندوستري كابيتال. في عام 2001، استحوذت تيترا لافال على مجموعة التغليف البلاستيكية الفرنسية سيدل. تم حظر الاندماج من قبل المفوضية الأوروبيَّة على أساس أن كلا من تيترا باك وسيدل كانا رائدين في السوق في مجالاتهما ويعملان في مجالات الأعمال ذات الصلة. في النهاية حكمت محكمة العدل الأوروبيَّة لصالح تيترا لافال في قضية رفيعة المستوى. يتم التحكم في مجموعة تيترا لافال قروب من قبل الشركة القابضة تترا لافال انترناشيونال، التي يضم مجلس إدارتها أبناء جاد راوزينج الثلاثة.

## العمليات

### الأعمال والأسواق
تعمل تيترا باك عالميًا من خلال 40 شركة سوقيَّة، وهي شركات تابعة لشركة تترا باك انترناشيونال إس أيه، وتعمل في أكثر من 170 دولة.  نظرًا لانخفاض التكلفة النسبية لمنتجاتها النهائية، كان العالم النامي سوقًا مهمًا لشركة تيترا باك منذ البداية. في عام 2010، أعلنت شركة تيترا باك عن زيادة بنسبة 5.2 بالمائة في المبيعات، مع حجم مبيعات سنوي يقارب 10 مليارات يورو.  في تقريرها السنوي 2010-2011، أعلنت تيترا باك عن نمو قوي بشكل خاص في الصين وجنوب شرق آسيا وأوروبا الشرقيَّة وأمريكا الوسطى والجنوبيَّة.  أدى ارتفاع مستويات الدخل في هذه الأسواق إلى زيادة استهلاك المواد الغذائية الغنيَّة بالبروتين مثل منتجات الألبان، وأعلنت شركة تيترا باك أنها ستزيد الاستثمار في الأسواق الناشئة بنسبة 10٪ إلى أكثر من 200 مليون يورو (2009).  بعد استثمار ما يقرب من 200 مليون يورو في مصانع تغليف جديدة في روسيا (2007) والصين (2008)، أعلنت شركة تيترا باك في عام 2011 عن إنشاء مصانع تعبئة جديدة في الهند وباكستان لتلبية الطلب المتزايد.  يُعتقد أن المصانع الجديدة في شبه القارة الهنديَّة ستوفر الطلب المتزايد في الشرق الأوسط. ذكرت صحيفة فاينانشيال تايمز أن الارتفاع في استهلاك الحليب في الأسواق الناشئة وخاصة الحليب المُعقم، كان مواتيا لشركة تيترا باك التي تمثل عبواتها المعقمة ثلثي مبيعاتها.  أكثر منتجات تيترا باك شهرة هو تيترا بريك المُعقمة، وهو الأكثر مبيعًا منذ السبعينيَّات.  في مايو 2011 أطلقت تيترا باك أول زجاجة كرتونية معقمة للحليب، تترا إيفيرو المعقم. 

### منافسة
في مقابلة في مجلة عالم الأعمال الشهريَّة للأعمال السويديَّة في عام 2006، حدد الرئيس التنفيذيّ لشركة تيترا باك، دينيس جونسون، المنافس الرئيسي الحالي لشركة تيترا باك على أنه الشركة المصنعة السويسريَّة إس آي جي كومبي بلوك، مضيفًا أن المُنافسة الرئيسيَّة لشركة تيترا باك لم تعد تأتي عمومًا من الشركات التي تنتج عبوات مماثلة ولكن من الصناعات والشركات المنتجة الأخرى. أنواع التغليف بتكلفة إنتاج أقل، مثل زجاجة PET.  في الواقع، اعتبر جونسون أن زجاجة PET هي أكبر تهديد لشركة تيترا باك في السوق الأوروبية في ذلك الوقت. تنتج الشركة النرويجية إيلوباك / بيور باك عبوات كرتونية ذات نمط مماثل وكانت تاريخياً المنافس الرئيسي لشركة تيترا باك. بدأت شركة التعبئة والتغليف الصينية جريت فيو في تحدي تيترا باك، سواء في السوق الصينية أو في أوروبا.

## المنتجات

### تكنولوجيا التعقيم

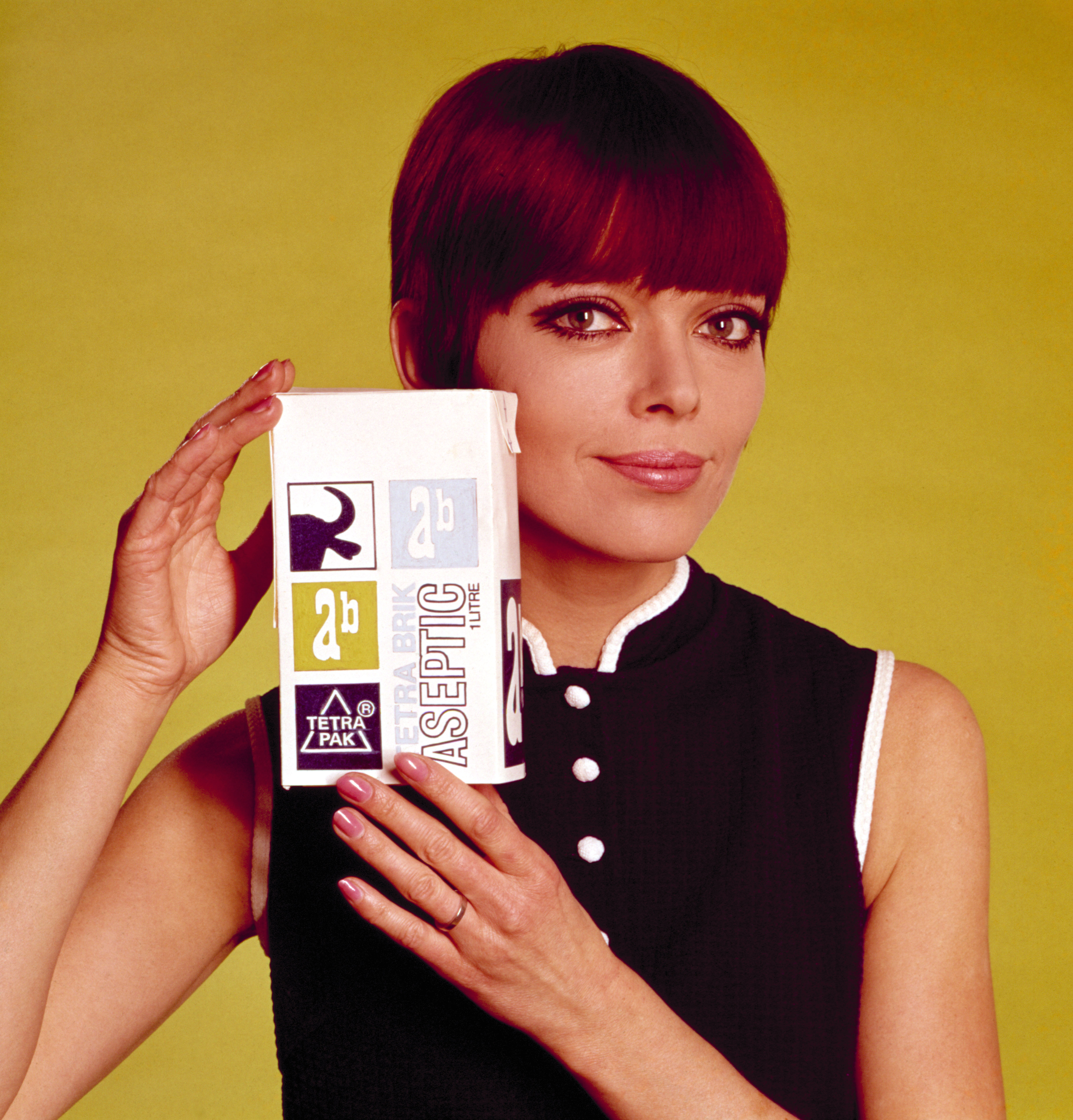
تكنولوجيا التعقيم: تعقيم تيترا بريك، 1960s

تستخدم تيترا باك تقنية التغليف المعقمة. في المعالجة المعقمة، يتم تعقيم المنتج والحزمة بشكل منفصل ثم يتم دمجهما وإغلاقهما في جو معقم، على عكس التعليب، حيث يتم أولاً دمج المنتج والعبوة ثم تعقيمهما. عند ملؤها بالمواد الغذائية معالجة بدرجة حرارة عالية (UHT) (السوائل مثل الحليب والعصير أو الأطعمة المصنعة مثل الخضروات والفواكه المحفوظة)، يمكن حفظ العبوات المعقمة دون تبريدها لمدة تصل إلى عام واحد، مما يؤدي إلى تكاليف التوزيع والتخزين، وكذلك التأثير البيئي، يتم تقليله بشكل كبير وتمديد العمر الافتراضي للمنتج.

### الحزم
تترا كلاسيك هو اسم أول عبوة رباعية السطوح، أطلقتها تيترا باك في عام 1952، مع نسخة معقمة صدرت في عام 1961 وما زالت قيد الاستخدام، بشكل أساسي لحزم الكريمة ذات الحجم الصغير وعصائر الأطفال.
- تم إطلاق تيترا بريك، وهي حزمة على شكل مكعب مستطيل، في عام 1963 بعد عملية تطوير طويلة ومكلفة. نسخة معقمة، تيترا بريك المُعقمة تم إطلاقها في عام 1969. من حيث الكيانات المباعة، فهي الأكثر شعبية بين حزم تيترا باك .[28]

- تم تقديم تترا فينو المعقم على شكل وسادة في عام 1997، بهدف توفير تكلفة منخفضة وبساطة.[28]

- تم تقديم تترا جيمينا المعقم في عام 2007 باعتباره «أول حزمة من الجملونات المغلفة بالدلفنة في العالم بأداء معقم كامل».[28]

- تم إطلاق تترا بريزما المعقم في عام 1996. إنه ذو شكل ثماني الأضلاع بهدف توفير تجربة أكثر راحة.

- تترا ريكس عبارة عن عبوة مكعبة الشكل ذات قمة الجملون.[33] تم إطلاقه في السويد عام 1966.

- تم إطلاق تيترا ريكارت في عام 2003 وهي عبارة عن عبوة على شكل مكعبات مستطيلة تهدف إلى توفير بديل للمواد الغذائية المعلبة سابقًا مثل الخضروات والفواكه وأغذية الحيوانات الأليفة. [34]

- تم إطلاق تيترا توب في عام 1986 كحزمة مكعبة مستديرة قابلة للإغلاق مع جزء علوي بلاستيكي، بما في ذلك عناصر الفتح والإغلاق. يسهّل الغطاء المصبوب من البولي إيثيلين في قالب واحد فتحه وإعادة غلقه.

- تم تطوير تيترا ويدج المعقم للحفاظ على مواد التعبئة عند الحد الأدنى مع الاحتفاظ بسطح مربع تحتها. تم تقديمه في عام 1997.

- عبوات تترا ايفيرو المعقم هي أحدث عبوات تيترا باك، والتي تم إطلاقها في عام 2011 وتم تسويقها كأول زجاجة كرتونية معقمة في العالم للحليب المحيط.[28]

- تمتلك تيترا باك الكثير من الشراكات في مناطق مختلفة من العالم. في مصر هم في شراكة مع فرج الله عرب باندا مايتقاللهاش لأ وجهينة للصناعات الغذائية ولامار مصر.[35]

### المعالجة والتوزيع
بينما كانت الفكرة الأصليَّة هي توفير تغليف مسبق صحي للمواد الغذائية السائلة، تقدم تيترا باك الآن مجموعة من منتجات وخدمات التعبئة والتغليف المختلفة بسبب استحواذها على الفا لافال في عام 1991، وبالتالي توفير أنظمة كاملة للمعالجة والتعبئة والتغليف والتوزيع في مجالات مختلفة مثل الآيس كريم والجبن والفواكه والخضروات وأغذية الحيوانات الأليفة [الإنجليزية].
بالإضافة إلى منتجات التغليف المتنوعة الخاصة بها، توفر تيترا باك خطوط معالجة وتوزيع متكاملة لأنواع مختلفة من تصنيع المواد الغذائية، بما في ذلك آلات التعبئة والتغليف وورق الكرتون، وتوفر بالتساوي معدات التوزيع مثل الناقلات، وعلب الصواني، وأغلفة الأفلام، والصناديق، والقش، واللفائف. حاويات. تقدم الشركة معدات الإنتاج الآلي والخدمات الفنية.

## البيئة

### السياسة البيئية
تمَّ تحديد منتجات تيترا باك على أنها مشكلة نفايات صلبة من قبل العديد من المنظمات غير الحكوميَّة والجماعات البيئيَّة. على عكس علب الألمنيوم أو الزجاجات، لا يمكن إعادة تدويرها في مرافق إعادة التدوير البلدية. من أجل درء التنظيم، قامت الشركة بتصميم حملة قوية للمسؤولية الاجتماعيَّة للشركات. في عام 2011، نشرت تيترا باك مجموعة من أهداف الاستدامة، والتي تضمنت الحفاظ على مستويات انبعاثات ثاني أكسيد الكربون عند نفس المستوى حتى عام 2020 وزيادة إعادة التدوير بنسبة 100 بالمائة. تم تحقيق أهداف الاستدامة السابقة لشركة تيترا باك (2005-2010) وتجاوزها. سيؤدي الحفاظ على مستويات انبعاثات ثاني أكسيد الكربون الحالية حتى عام 2020 إلى خفض نسبي بنسبة 40 في المائة للانبعاثات بمتوسط معدل نمو يبلغ خمسة في المائة سنويًا، وفقًا لإنتاج الغذاء اليومي. قالت تيترا باك إنها ستزيد من استخدامها للورق المعتمد من مجلس رعاية الغابات (FSC) إلى 100 بالمائة في عام 2020، مع هدف مؤقت بنسبة 50 بالمائة بحلول عام 2012. ستشمل الأهداف الجديدة سلسلة القيمة بأكملها، من الموردين إلى العملاء، مما يضغط على الشركاء لتحقيق أداء متماسك.
أفادت الشركة أنها تؤمن المواد الخام للكرتون الورقي بالتعاون مع الصندوق العالميّ للطبيعة (WWF) والشبكة العالميَّة للغابات والتجارة (GFTN) ومجلس رعاية الغابات (FSC) وأنها تسعى جاهدة للحصول على البولي إيثيلين المصنوع من قصب السكر. من الموردين المستدامين في البرازيل. في عام 2010، كان 40 بالمائة من إمدادات الكرتون لشركة تيترا باك حاصلة على شهادة FSC. ببطء، بدأت القطاعات التي كانت فيها العبوات الزجاجية ذات أهمية قصوى، مثل صناعة النبيذ والمشروبات الروحية، في النظر إلى حاويات الكرتون كمنتج تغليف محتمل حيث يقال إن البصمة الكربونية للحاوية الكرتونية تبلغ حوالي عُشر ما يعادل قنينة زجاجية.
اكتسب عمل الاستدامة لشركة تيترا باك تقديرًا من الصناعة وتجار التجزئة على حد سواء. في عام 2010، حصلت على جائزة مناخ الصناعات الحرجية السويديَّة لتوليها المسؤوليَّة العالميَّة عن الغابات التي توفر المواد الخام. تم الترحيب أيضًا بـ تيترا ريكارت الذي تم طرحه مؤخرًا من قبل مجموعات التجزئة الكبيرة مثل سينسبري باعتباره «بديل القرن الحادي والعشرين للأطعمة المعلبة» حيث أن الشكل المستطيل للكرتون يجعل النقل والتخزين والتوزيع أكثر كفاءة، حيث يشغل مساحة أقل بنسبة 21 بالمائة ويزن اثنين - ثلثي علبة من الحجم المكافئ.

### إعادة التدوير

المكونات الرئيسية لTBA (تعقيم تيترا بريك) حزمة

نظرًا لأن العبوات المعقمة تحتوي على طبقات مختلفة من البلاستيك والألمنيوم بالإضافة إلى الورق الخام، فلا يمكن إعادة تدويرها كنفايات ورقية «عادية»، ولكنها تحتاج إلى الذهاب إلى وحدات إعادة التدوير الخاصة لفصل المواد المختلفة. قامت تيترا باك بتشغيل إعادة تدوير محدودة منذ منتصف الثمانينيَّات، حيث قدمت برنامج إعادة تدوير لحاوياتها في كندا في وقت مبكر من عام 1990. في عام 2000، استثمرت تيترا باك 20 مليون بات تايلاندي (500000 يورو) في أول مصنع لإعادة تدوير العبوات المعقمة في تايلاند. كانت إعادة تدوير العبوات المعقمة أحد تحديات شركة تيترا باك.  بمجرد فصل الكرتون المعقم، ينتج الألمنيوم والبارافين النقي، والذي يمكن استخدامه في الصناعة. حتى بدون فصل مواد الكرتون، يمكن إعادة استخدام الكرتون المعقم، على سبيل المثال، في المعدات الهندسيَّة. في عام 2010، تم إعادة تدوير 30 مليار علبة كرتونية مستخدمة من تيترا باك، وهو ضعف منذ عام 2002. تهدف الشركة إلى مضاعفة معدل إعادة التدوير في غضون السنوات العشر القادمة، وهو أمر سيتطلب مشاركة سلسلة إعادة التدوير بأكملها. اعتبارًا من عام 2011، تم إعادة تدوير 20 بالمائة من علب الكرتون تيترا باك عالميًا، حيث أظهرت دول مثل بلجيكا وألمانيا وإسبانيا والنرويج معدلات إعادة تدوير محلية تزيد عن 50 بالمائة. لزيادة مستوى إعادة التدوير وتحقيق أهدافها، شاركت تيترا باك في قيادة أنشطة إعادة التدوير مثل تطوير خطط التجميع وإطلاق تقنيات إعادة التدوير الجديدة وزيادة الوعي بإعادة التدوير والاستدامة. تم إعادة تدوير عبوات تيترا باك المستعملة كمواد بناء في مشاريع التصميم، مع نتائج متفاوتة.

### نقد
تم انتقاد علب كرتون تتراباك لكونها أكثر صعوبة في إعادة التدوير من علب الصفيح والزجاجات. تكمن الصعوبة في حقيقة أن العملية تتطلب محطات إعادة تدوير محددة لا يمكن الوصول إليها بسهولة والتي، إذا لم يتم إعادة تدويرها، يمكن أن تنتهي في دفن النفايات. صرحت الشركة بأنها تعمل حاليًا على مشاريع مشتركة مع الحكومات المحلية حول العالم لزيادة عدد مرافق إعادة التدوير.

## المشاريع المجتمعية

### الغذاء من أجل التنمية
كانت تيترا باك في وقت مبكر منخرطة في مشاريع مجتمعية وقد دعمت الشركة برامج الحليب والتغذية المدرسيَّة لمدة 45 عامًا.  في أواخر السبعينيَّات من القرن الماضي، عمل روبن راوسينغ في مشروع عمليَّة الطوفان [الإنجليزية]، وهو مشروع مشترك بين برنامج الغذاء العالمي والبنك الدولي وتيترا باك لتزويد الأسر الهندية بفائض الحليب الغربي. 
بدأ برنامج الغذاء من أجل التنمية (FfD) لتحسين التغذية والصحة والتخفيف من حدة الفقر على مستوى العالم. تركز برامج تمويل التنمية بشكل أساسي على التغذية المدرسية والحليب المدرسي للأطفال، ولكن أيضًا على مشاريع لتحسين الممارسات الزراعية ومعالجة الألبان، وتدريب المزارعين على تعزيز الكفاءة والإنتاجية وسلامة الغذاء  تعمل تترا باك مع الحكومات المحلية والمنظمات غير الحكومية لتأمين وتطوير البرامج. 

### حليب المدرسة
تعد برامج الحليب المدرسي جزءًا من مشاريع الغذاء من أجل التنمية وتهدف إلى توفير الحليب لأطفال المدارس للمساعدة في تحسين التغذية. توفر تيترا باك علب حليب المدرسة بسعر التكلفة ولا تحقق أي ربح من المبيعات. أظهرت دراسات حالة برنامج الأمم المتَّحدة الإنمائي والبنك الدوليّ لبرامج الحليب المدرسي تيترا باك في نيجيريا أن نقص الفيتامينات والطاقة والنمو والمهارات المعرفيَّة قد تحسنت وأن الأطفال أصبحوا أكثر اهتمامًا بعملهم المدرسي بعد المشاركة في البرنامج.

### الإغاثة في حالات الكوارث
دعمت تيترا باك الإغاثة في حالات الكوارث - على سبيل المثال، بعد زلزال هايتي، وفيضانات باكستان، وحرائق غابات روسيا 2010، وزلزال وتسونامي توهوكو 2011 وفيضانات تايلاند 2011، وأثناء فيضانات باكستان عام 2010 وتايلاند في عام 2011.  في الصين، ساعدت تيترا باك في تحسين سلامة الأغذية والاستدامة وأفضل الممارسات في صناعة الألبان بعد فضيحة التلوث عام 2008؛ على الرغم من أن تيترا باك ليس لها علاقة بالفضيحة، فقد ألحقت أضرارًا جسيمة بسوق الحليب المعبأ في الصين. كما ذكرت صحيفة فاينانشيال تايمز، لم يكن مجرد عمل خيري بل وسيلة لتأمين مستقبل السوق، ومساعدة الصناعة على أن تصبح أكثر أمانًا واستدامة وكفاءة. تم الإبلاغ عن أن البرنامج التدريبي كان ناجحًا للغاية مع رفع مستوى المعايير في معالجة الألبان والزراعة.

## الجدل

### الاحتكار
تعرضت تيترا باك أحيانًا للجدل، وعلى الأخص فيما يتعلق بوضعها شبه الاحتكاريّ في أسواق معينة لسنوات عديدة. كانت محاولات الاندماج على وجه الخصوص عرضة للتدقيق. أثار اندماجها مع شركة إنتاج بي إي تي الفرنسية سيدل في عام 2001 مزاعم مناهضة للمنافسة من المفوضية الأوروبيَّة. استغرقت القضية سنوات عديدة واستأنفت مرتين أمام المحكمة الأوروبيَّة الابتدائيَّة أمام محكمة العدل الأوروبيَّة حكمت لصالح تيترا لافال. في عام 2004، اتُهمت شركة تيترا باك باستخدام شبه احتكارها في الصين، حيث تمتلك 95 في المائة من سوق عبوات الكرتون المعقمة. ونفت تيترا باك هذه المزاعم.

### فضيحة بارمالات
في يناير 2004، تمَّ القبض على عملاق الألبان الإيطالي بارمالات في فضيحة محاسبيَّة بمليارات اليورو، وبلغت ذروتها في القبض على المالك كاليستو تانزي. قال المدير المالي لبارمالات فاوستو تونا لصحيفة الشمس 24 ساعة التجاريَّة الإيطاليَّة اليوميَّة إن تيترا باك قد دفعت مبالغ كبيرة لتانزي وعائلته وإلى شركة في جزر كايمان تابعة لبارمالات. أقرت تيترا باك بأنها دفعت مدفوعات إلى بارمالات لكنها ذكرت أن المدفوعات قد تم سدادها كخصومات لدعم عمليات التسويق والتسعير، كما هو معتاد مع كبار العملاء. وقد طلبت السلطات الإيطالية من شركة تيترا باك تقديم وثائق بشأن المعاملات، ووجدت أن المدفوعات قد تمت منذ عام 1995 كجزء من العمليات المنتظمة ولكن لم يتم دفع أي مدفوعات على وجه التحديد لعائلة تانزي. حُكم على كاليستو تانزي في النهاية بالسجن ثماني سنوات بتهمة الاحتيال من قبل المحكمة الإيطاليَّة العليا في ميلانو بعد عدة استئنافات في محاكم أدنى.

### تراث رباعي الوجوه
عند زيارة مصنع تيترا باك في لوند في الخمسينيَّات من القرن الماضي، زعم أستاذ الفيزياء الدنماركي والحائز على جائزة نوبل نيلز بور أنه «لم يسبق له أن رأى مثل هذا التطبيق العملي المناسب لمشكلة رياضية» مثل الحزمة الرباعية الوجوه وابتكار الحليب رباعي الوجوه. كانت مسألة من اخترعها موضع خلافات. لم يتلق إريك والنبرغ أي اعتراف رسمي حتى عام 1991 عندما حصل على الميداليَّة الذهبيَّة العظيمة للأكاديميَّة السويديَّة الملكيَّة للعلوم الهندسيَّة لإنجازه المتميز للاختراع.